# Фотомодел
Фотомодел или само модел е човек, който рекламира активно дадени продукти (дрехи, аксесоари, обувки) с рекламна цена или позира на фотограф. Към външността, телесните пропорции и възрастта им обикновено има определени изисквания.
Фотомоделите трябва да изразяват различни емоции на техните снимки, което също ги доближава до актьорите.